# Primula firmipes
Primula firmipes är en viveväxtart som beskrevs av Isaac Bayley Balfour och Forrest. Primula firmipes ingår i släktet vivor, och familjen viveväxter. Inga underarter finns listade i Catalogue of Life.